# Atractus punctiventris
Atractus punctiventris är en ormart som beskrevs av Amaral 1933. Atractus punctiventris ingår i släktet Atractus och familjen snokar. Inga underarter finns listade.
Arten förekommer i centrala Colombia i departementet Meta. Honor lägger ägg.